# 金谷宰
金谷 宰（かなや おさむ、1934年4月21日 - 2020年4月16日）は、日本の経営者。ミノルタ(現在のコニカミノルタ)社長を務めた。

## 来歴・人物
兵庫県出身。1957年に関西学院大学法学部を卒業し、同年に千代田工学精工(のちのミノルタ)に入社。1985年6月に取締役に就任し、1995年4月には社長に昇格。1999年6月に取締役相談役を経て、2001年6月に相談役に就任。
2020年4月16日に癌のために死去。85歳没。